# Kerwin Spire
Pour les articles homonymes, voir Spire.
Kerwin Spire, né le 26 février 1986 à Marseille, est un écrivain français.

## Biographie
Kerwin Spire est diplômé de Sciences Po Aix et docteur en littérature française de l'Université Sorbonne-Nouvelle.
Après avoir soutenu une thèse de doctorat sur l'œuvre de Romain Gary et collaboré à son édition dans la Bibliothèque de la Pléiade, il publie aux Éditions Gallimard une trilogie  romanesque intitulée Monsieur Romain Gary (collection « Blanche»).

## Littérature
Son premier opus, paru le 8 avril 2021, est très remarqué par la critique avec des articles de Bernard Pivot qui décrit dans Le JDD un livre « épatant » ; de Bernard-Henri Lévy qui le qualifie dans Le Point de « l’une des vraies bonnes surprises de ce début d’été » ; ou encore de Jérôme Garcin  qui évoque dans Le Nouvel Obs un « un récit passionnant [...] digne d’un film hollywoodien ».
Tandis que le premier tome reçoit le prix Ernest Lémonon 2022 de l'Académie des sciences morales et politiques, le deuxième opus reçoit prix de soutien à la création littéraire Henri de Régnier 2023 de l'Académie française.

## Publications
- Monsieur Romain Gary, Consul général de France, 1919 Outpost Drive, Los Angeles 28, California, Gallimard, collection « Blanche », 2021.
- Monsieur Romain Gary, Écrivain-réalisateur, 108, rue du Bac, Paris VIIe, Babylone 32/93, Gallimard, collection « Blanche », 2022.